# Автобан A113 (Німеччина)
Федеральний автобан 113 (A 113, нім. Bundesautobahn 113) — німецька федеральна автомагістраль 113. Автострада, розташована в межах Берліна в районі аеропорту Берлін-Шенефельд та Берлін-Бранденбург, з’єднує Нойкельн (від A100) з Шенефельдом (закінчується до A10). Його останній сегмент був відкритий 23 травня 2008 року.
Маршрут автомагістралі частково пролягає вздовж колишньої Берлінської стіни. Проєкт автомагістралі був запропонований в 1992 році, а будівництво розпочато в 1997 році. Перший сегмент відкрився в 2004 році, а другий сегмент відкрився в 2008 році.